# Cozmești (Vaslui)
Cozmești es una comuna ubicada en el distrito de Vaslui, Rumania.

## Superficie
Posee una superficie de 42,47 kilómetros cuadrados.

## Demografía
Hasta 2021 la población era de 1840 habitantes, con una densidad de población de 43,32 habitantes por kilómetro cuadrado.